# デジタルアドレス
デジタルアドレスとは、日本郵便が提供する住所識別サービス。住所全体を表すコードを利用者に付与する。サービスを利用するためには、日本郵政グループの共通ID「ゆうID」が必要。

## 概要
住所には表記のズレや誤記が発生しやすいことから誤配や非効率の要因とされていた。
住所全体を「ABC-1234」といった7桁の英数字に変換したコードを利用者に無料で付与する。さらに、電子商取引(EC)業者や配達事業者、金融機関などに対し、コードが住所に自動変換できるシステムを無償開放する。
一般利用者がネット通販を利用する場合に、デジタルアドレス変換システムを導入している企業のサイトであれば、住所を入力する際にはデジタルアドレスのコードを入力するだけで住所が表示される。
企業は「API」を活用して自社サイトにこのシステムを組み込める。第三者には、コードから名前や住所を特定できない仕様にしている。

### 特徴
コードは利用者に紐づけされており、転居時には日本郵便への住所変更を申請することで、同じコードのまま配達先が変更される。
法人利用者向けには、コード冒頭の3文字を任意の文字列で取得できるサービスも提供される。

## 普及状況・対応事業者
サービス開始当初は、日本郵便の「ゆうパック」などに貼る送り状をアプリ上で作成できるようにする。EC業者では、楽天グループなどが導入を検討している。

## その他
郵便番号は継続して使用する。
デジタルアドレスは郵便番号や住所を完全に置換するものでははなく、郵便物を送付する際には郵便番号や住所・氏名等の記載も必要である。手書きする際には長い住所を書く必要がある。
日本郵便は、導入後の約10年間で数千万のコード（英数字7桁の組み合わせは計算上、数百億通りという）を発行し郵便番号に続くインフラとして定着させたい考え。利用者側においても入力ミスを防げるほかに、日本語に不慣れな在留外国人の利便性も高まることが期待されている。